# 浮島 (群馬県)
浮島（うきしま）は、群馬県沼田市利根町の片品川（利根川水系）にあり、吹割の滝のやや上流にある中州の島。

## 地理
片品川左岸とは浮島橋（長さ120m）、右岸とは吹割橋（長さ140m）でつながっている。
島内には観音堂の「浮島観音堂」があり左甚五郎の作と伝承される如意輪観音像（浮島観音像）が安置されている。左甚五郎が日光東照宮に向かう行程で、この観音堂に泊まり、その御礼として一夜で像を彫り上げたという。毎年4月中旬に浮島観音春祭、10月中旬に大護摩行（願いごま）が執り行われる。

## ギャラリー
- 吹割の滝と左にある浮島
- 吹割の滝のやや上流にある浮島の橋